# Crisis
Crisis (с англ. — «Кризис») — американская метал-группа, образованная в Нью-Йорке в 1993 году вокалисткой Карин Кризис, гитаристом Афзалом Насируддином, басистом Джией Чуан Ванг и барабанщиком Фредом Уорингом III. Карин, Насируддин и Ванг были единственными участниками, которые появлялись на всех альбомах, а после ухода Уоринга в 1996 году группа меняла барабанщиков; в ее финальный состав вошли второй гитарист Джванза Хобсон, присоединившийся в 1998 году, и барабанщик Джастин Арман, присоединившийся в 2005 году. Во многом не поддаваясь категоризации, группа была известна своим сложным написанием песен, которое опиралось на различные влияния и стили.
В 1993 году Crisis выпустили свой дебютный альбом 8 Convulsions, который был продан тиражом более 1000 копий на кассетах, прежде чем был переиздан на Too Damn Hype Records в 1994 году. Группа подписала контракт с Metal Blade Records в 1995 году, выпустив Deathshead Extermination (1996) и The Hollowing (1997) на этом лейбле, прежде чем расстаться из-за отсутствия поддержки. После переезда в Лос-Анджелес Crisis пережили переходный период с 2001 по 2002 год, экспериментируя с более доступной версией своего звучания под псевдонимом Skullsick Nation. Вернувшись к своему первоначальному названию, Crisis подписали контракт с The End Records, чтобы выпустить свой четвертый и последний альбом Like Sheep Led to Slaughter (2004). Группа ушла на неопределенный срок в мае 2006 года.

## Характеристики
Стиль
Crisis описывали как авангардный метал, дэт-метал, и прогрессивный метал. Карин и Насируддин оба описали звучание группы как «экспериментальный метал». Во многом бросая вызов категоризации, группа была известна своей «сложной, многослойной музыкой» и написанием песен, которые черпали вдохновение в различных стилях и влияниях, смешивая элементы из индастриал-музыки, хардкора, экстремального метала, трэш-метала, грайндкора, авангарда и нойза. Deathshead Extermination в первую очередь был классифицирован как дэт-метал-альбом; The Hollowing увидел Crisis, включивший в свое звучание элементы Ближнего Востока, и был описан как «более грязный» и «более зловещий», чем его предшественник. Как Skullsick Nation, Crisis перешел к более доступной версии своего звучания. Эми Скиарретто из CMJ New Music Report классифицировала демо группы Dead to the World как рок-н-ролл и стоунер-рок. Like Sheep to Slaughter продемонстрировал экспериментальное металкор-звучание. Вокал Карин Крайсис чередуется между чистым пением, криком, рычанием, стонами, шепотом, напеванием и писком; интенсивность ее живых выступлений привела к тому, что поклонники Крайсис прозвали ее «Exorsister».
Источники вдохновения
На Crisis повлияли различные группы, в состав которых входили люди с разным опытом работы. Насирруддин, родом из Пакистана, вырос, слушая суфийскую религиозную музыку. Он жил в Англии с 1979 по 1981 год, где познакомился с группами Новой волны британского хеви-метала, включая Iron Maiden, Motörhead и Diamond Head. Переехав в Чикаго в 1982 году, Насирруддин начал слушать ранние индустриальные группы, включая Cabaret Voltaire и Swans; он также работал диджеем, играя индастриал, постпанк, готическую и новую волну. Карин назвала гитариста Swans Нормана Вестберга, который появляется в Deathshead Extermination и The Hollowing, «гитарным героем» Насирруддина. Карин росла, играя классическую музыку на фортепиано и скрипке, а позже увлеклась поп-музыкой и индастриалом. Она назвала Björk, Cocteau Twins, Cranes, Diamanda Galas, Suzanne Vega, Sinéad O'Connor, the Sugarcubes, Siouxsie and the Banshees, Skinny Puppy и Z'EV как оказавших влияние на ее стиль. В интервью 1997 года Metal Maidens она назвала Дакса Риггза из Acid Bath своим любимым певцом. Внук Фреда Уоринга, основатель и барабанщик Фред Уоринг III учился у Стива Гэдда и помог привнести джазовые влияния в Crisis. Ван — тромбонист с классическим образованием, который назвал дэт-метал, Ministry и Игоря Стравинского своими источниками вдохновения. Хобсон назвал Black Sabbath и Melvins двумя своими любимыми группами и описал Leeway как «вдохновляющую» группу. 
Немецкая экспериментальная музыкальная группа Einstürzende Neubauten оказала важное влияние на Crisis. В интервью 1996 года Metal Hammer Germany Насируддин описал группу как «значительное влияние» на «органический» и бесформенный подход группы к музыке. Карин назвала третий и четвертый альбомы группы Halber Mensch (1985) и Fünf auf der nach oben offenen Richterskala (1987) «двумя самыми важными альбомами, которые [она] когда-либо слышала», отдав должное выступлению вокалиста Бликсы Баргельда на последнем альбоме за то, что оно «[открыло] мне глаза на способ выражения моей темной стороны».
Лирика
По словам Джоэла Макайвера, Crisis «тематически выделялись своей склонностью к сложным текстам, которые с непоколебимым рвением обращались к личным и социальным проблемам». Эндрю Сэмпл из Metal Maniacs описал тексты альбомов группы на Metal Blade Records как «апокалиптические [...] не только [с точки зрения] глобального апокалипсиса, но и личных и физических противостояний». В отличие от других альбомов группы, 8 Convulsions не имеет объединяющей концепции и был назван так, «потому что каждая песня была отдельной конвульсией», по словам Насируддина. Джесси Разерфорд из Terrorizer описал альбом как «приступ воинственности». В интервью журналу Lollipop Magazine Карин сказала, что все песни на Deathshead Extermination имеют дело с «разложившимся эмоциональным состоянием, или паранойей, или чистой яростью». The Hollowing была написана о прошлом Карин и «борьбе с демонами, их захвате или уничтожении, и отплытии их прочь и движении дальше». В Like Sheep Led to Slaughter она избегала писать «песни-исповеди», вместо этого сосредоточившись на реальных темах, таких как война, контроль, злоупотребление властью, фальсификация истории и изнасилование.
В интервью 2005 года Peace Dog Man Карин описала свой процесс написания текстов:
[Это] что-то, что начинается как бы в мозгу. Я получаю идею, основанную на слове, изображении или чувстве, и отправляюсь в путешествие с этой идеей. Я копаюсь в словаре, или тезаурусе, или книгах по искусству и пытаюсь понять, откуда эта идея взялась в моей голове, и как исследовать ее в полной мере. В песне вы используете слова как репрезентации чувств или концепций и в звуке. Так что мне очень нравится этот процесс. Это нелегкий процесс, но я чувствую, что в выборе определенных слов есть большая сила.

## Дискография
Смотри статью «Дискография Crisis» в англ. разделе.
Студийные альбомы
- 8 Convulsions (1993)
- Deathshead Extermination (1996)
- The Hollowing (1997)
- Like Sheep Led to Slaughter (2004)